# Reacciones de amidas

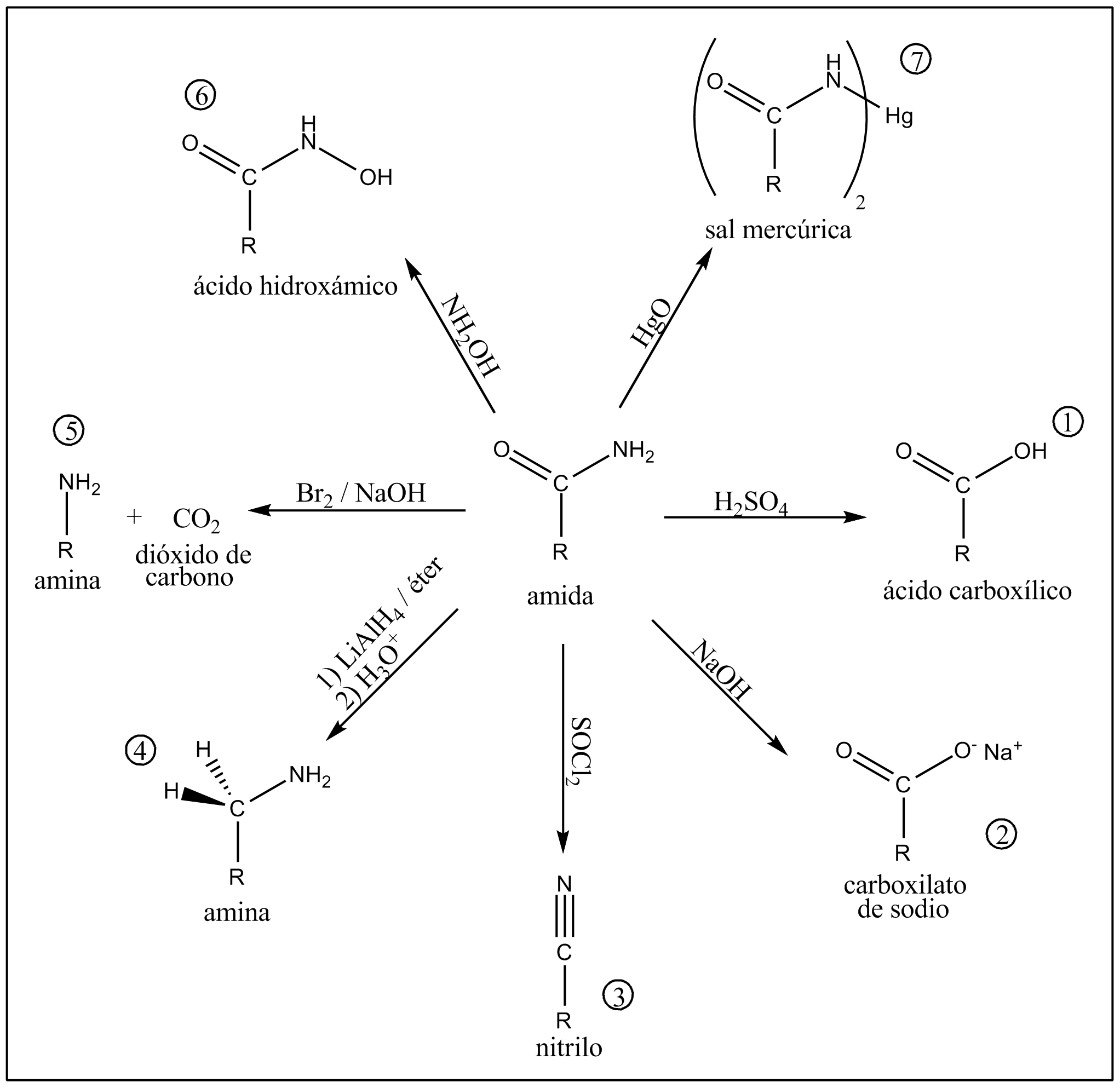
Esquema general de las reacciones de amidas

Las reacciones de amidas son las reacciones químicas en las que participan las amidas y que permiten su transformación en otras clases de compuestos orgánicos.

## Reacciones de amidas

### 1) Hidrólisis ácida
En medio ácido se hidrolizan formando ácidos carboxílicos.

### 2) Hidrólisis básica
En medio básico se hidrolizan formando carboxilatos.

### 3) Deshidratación
Por reacción con deshidratantes como el cloruro de tionilo (SOCl2) o pentóxido de fósforo (P2O5) se producen nitrilos.

### 4) Reducción
La reducción con hidruro de litio y aluminio produce aminas.

### 5) Transposición de Hofmann
Con halógenos en medio alcalino se obtienen aminas con un carbono menos.

### 6) Mercuración de amidas
Mediante la reacción con óxido mercúrico (HgO) se producen sales mercúricas.